# Frango frito

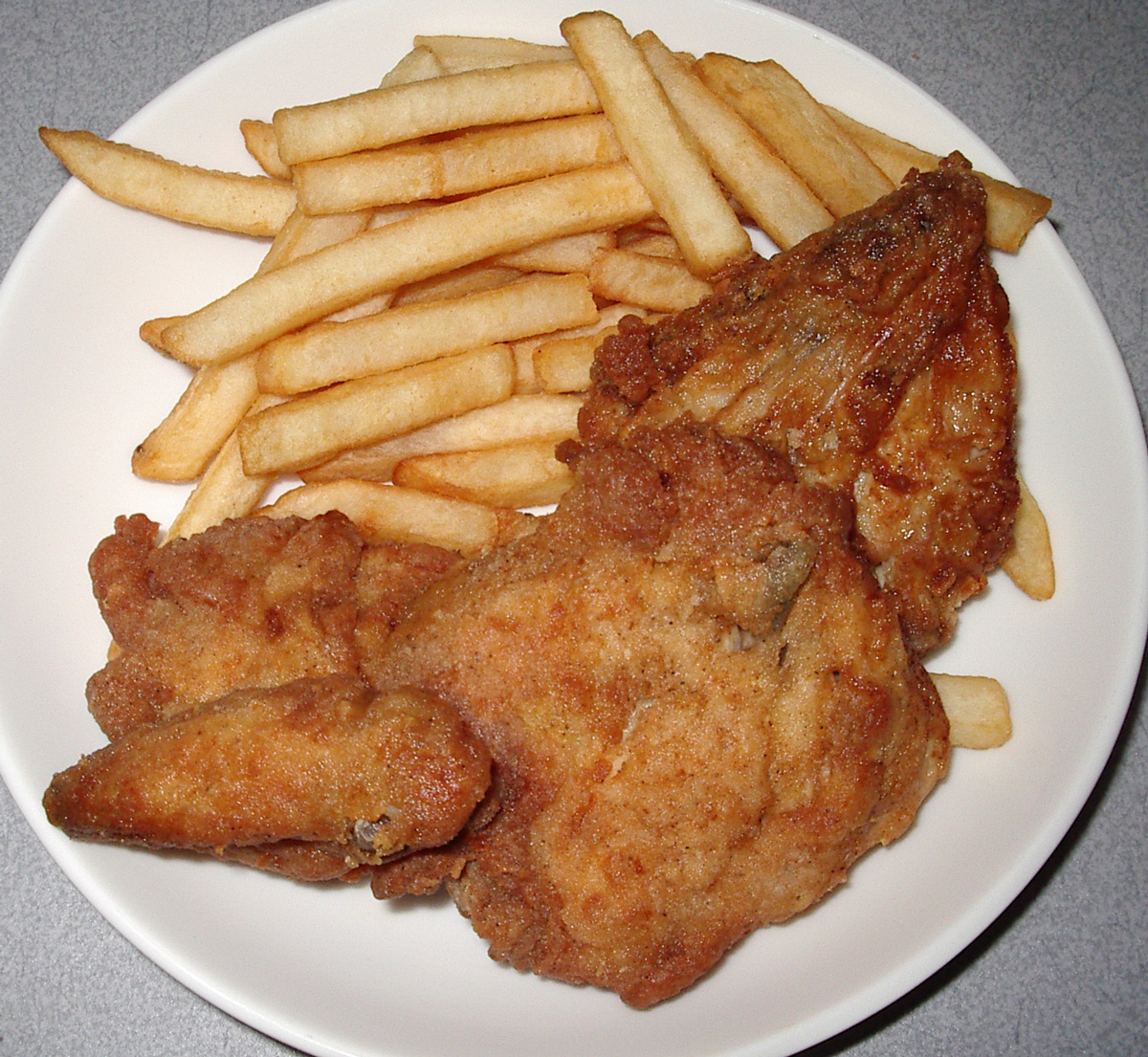
Frango frito com batatas fritas.

Frango frito é um frango que é colocado numa fritadeira e depois frito no óleo, põe numa frigideira. A crosta panada bem condimentada, que tornou o excesso de gordura, é uma característica do frango frito bem feito. A própria galinha pode estar em pedaços ainda com osso e pele, ou pedaços sem osso, sem pele, geralmente consistindo de pedaços brancos, por vezes cortados em tiras de largura de dedos que são chamados de "tiras de frango" na América do Norte.
Algumas cadeias de restaurantes servem principalmente frango frito, como por exemplo a KFC e Popeyes. Além disso, o prato também foi alvo de discussões raciais nos Estados Unidos por ser associado, em termos de estereótipo, a afro-americanos.